# 施托尔贝格县
施托尔贝格县（Landkreis Stollberg）是德国萨克森州西部曾经的一个县，首府厄尔士山区施托尔贝格。2008年8月1日，该县与安娜贝格县、奥厄-施瓦岑贝格县和中厄尔士山县合并为厄尔士山县。

## 地理
施托尔贝格县东北面与开姆尼茨市，东面与中厄尔士山县，西南面与安娜贝格县，南面与奥厄-施瓦岑贝格县，西面与茨维考地区县，西北面与开姆尼茨地区县相邻。